# Terengganu
Terengganu  est un sultanat et un État fédéré de Malaisie, situé sur la côte orientale de la péninsule malaise. Sa capitale est Kuala Terengganu.

## Divisions administratives
Le sultanat de Terengganu est divisé en sept districts :
1. Dungun (chef-lieu Kuala Dungun),
2. Besut (Kampung Raja),
3. Setiu (Bandar Permaisuri),
4. Kemaman (Chukai),
5. Marang (Bandar Marang),
6. Hulu Terengganu (Kuala Berang),
7. Kuala Terengganu (Kuala Terengganu),
8. Kuala Nerus (Kuala Nerus).

## Histoire

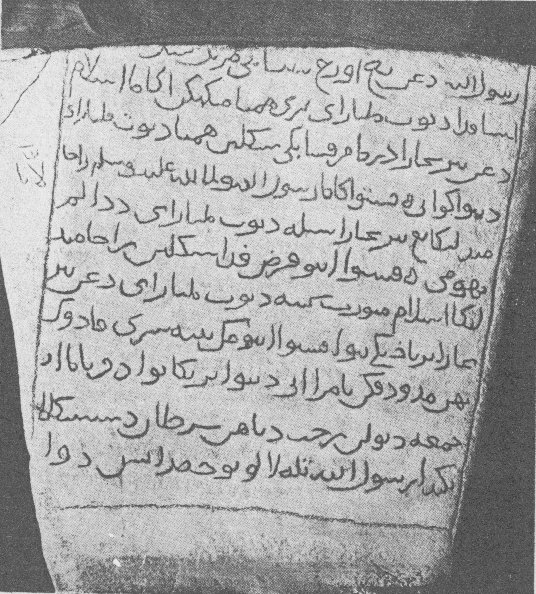
L'inscription de Terengganu, face A

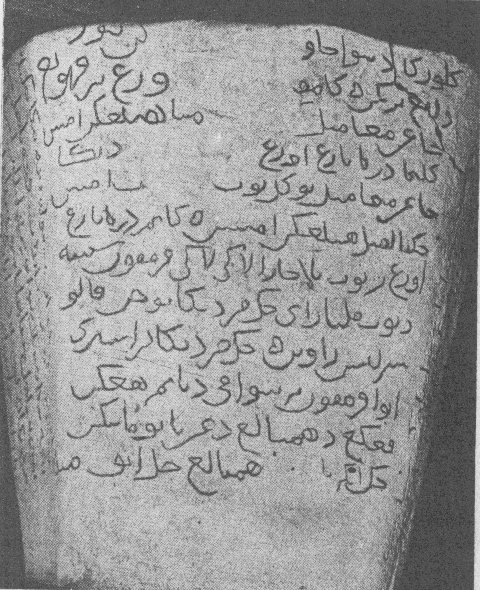
L'inscription de Terengganu, face B

C'est à Terengganu qu'on a trouvé la plus ancienne inscription en péninsule Malaise connue à ce jour, la « pierre de Terengganu » (Batu Bersurat Terengganu). Datée de 1303 apr. J.-C., elle porte un fragment de texte juridique en malais rédigé en écriture jawi (alphabet arabe).
Le nom de Terengganu lui-même est attesté dès le XIVe siècle. Le Nagarakertagama, un poème épique écrit en 1365 dans le royaume javanais de Majapahit, mentionne « Tringgano » parmi les quelque cent « contrées tributaires » du royaume. En réalité, le territoire contrôlé par Majapahit ne s'étendait que sur une partie de l'est et du centre de Java. Les « contrées tributaires » étaient en fait des comptoirs formant un réseau commercial dont Majapahit était le centre. Majapahit y envoyait des dignitaires dont le rôle était de s'assurer que ces comptoirs ne s'adonnaient pas à un commerce privé qui échapperait au royaume.